# アデュー・フィリピーヌ
『アデュー・フィリピーヌ』（フランス語: Adieu Philippine）は、1962年（昭和37年）に公開されたジャック・ロジエ監督のフランス・イタリア合作映画である。

## 略歴・概要
1958年（昭和33年）、短篇ドキュメンタリー映画『十代の夏』（Blue Jeans）を撮り、日本でも同作が公開され、同作に注目したジャン＝リュック・ゴダールが『勝手にしやがれ』のプロデューサー、ジョルジュ・ド・ボールガールに紹介したことで、『アデュー・フィリピーヌ』は実現した。
ジャン＝クロード・ブリアリ、ミシェル・ピコリ、クリスチャンヌ・ルグラン（ミシェル・ルグランの姉）、ロベール・イルシュらがカメオ出演している。
撮影したのは1960年（昭和35年）の夏で、2年後の第15回カンヌ国際映画祭にて上映された。
日本では、東京日仏学院が1970年代から英語字幕付16ミリプリントを所有しており、映画批評家の梅本洋一が「梅本洋一の木曜シネクラブ」を同学院ホールで主宰していた1980年代には、夏になるたびに同プリントを上映していた。2004年と2006年には紀伊国屋書店がDVDを発売した。劇場未公開のままであったが、2010年に行われた特集上映「ジャック・ロジエのヴァカンス」にて本作は、渋谷の映画館ユーロスペースで2010年1月23日から4週間にわたって1日1回上映され、同年3月にも同館でアンコール上映された後、全国で順次上映された。

## データ
- 監督：ジャック・ロジエ
- 脚本：ジャック・ロジエ、ミシェル・オグロール
- 規格：白黒映画、モノラル録音、35ミリフィルム
- ジャンル：ドラマ映画

## キャスト
- ジャン＝クロード・エミニ - ミシェル
- ダニエル・デカン - ダニエル
- ステファニア・サバティニ - ジュリエット
- イヴリーヌ・セリ - リリアーヌ
- ヴィットーリオ・カプリオリ （Vittorio Caprioli） - パシャラ
- ダヴィド・トネリ - ホラーティオ
- アンヌ・マルカン - ジュリエットの声
- アンドレ・タルー - 島のレニエ
- クリスチャン・ロンゲ - クリスチャン
- ミシェル・ソワイエ - アンドレ
- アルレット・ジルベール - 母
- モーリス・ガレル （Maurice Garrel） - 父
- ジャンヌ・ペレス （en:Jeanne Pérez） - 隣の女
- シャルル・ラヴィアル （Charles Lavialle） - 隣の男

## 物語
1960年（昭和35年）、パリ。ミシェルはもうすぐ徴兵のため、アルジェリアに行かなくてはならない。いっぽう、ミシェルはテレビ局のエンジニアであり、リリアーヌとジュリエットと知り合う。彼女たちは、まるで「フィリピーヌ」というアーモンドのように離れられない友だちどうしである。ミシェルは最後の自由な日々について考え、仕事を辞め、休暇に、彼女たちが参加することに決めたコルシカへの道へいくのだった。

## 関連事項
- ジャック・ダンジャン （Jacques Denjean）
- マクシム・ソリ （Maxime Saury）
- 天国の口、終りの楽園。